# Reinhard Pappenberger

Bischofswappen von Reinhard Pappenberger

Reinhard Pappenberger (* 30. Juni 1958 in Grafenwöhr) ist Weihbischof im Bistum Regensburg.

## Leben
Pappenberger besuchte die Realschule in Weiden in der Oberpfalz und machte anschließend 1979 an der Spätberufenenschule St. Josef in Fockenfeld sein Abitur. Nach dem Studium der Katholischen Theologie und Philosophie an der Universität Regensburg empfing Pappenberger am 29. Juni 1985 in der Regensburger Dominikanerkirche St. Blasius durch Bischof Manfred Müller das Sakrament der Priesterweihe. Anschließend war er von 1985 bis 1988 Kaplan in der Pfarrei Sankt Marien in Sulzbach-Rosenberg und von 1988 bis 1990 in der Pfarrei Sankt Josef in Weiden in der Oberpfalz. Von 1990 bis 1995 war er Diözesanpräses der Katholischen Arbeitnehmer-Bewegung und Christlichen Arbeiterjugend und zugleich bis 2005 Pfarrvikar der Pfarrei St. Johannes in Langenerling. Seit 1995 war er im Bischöflichen Ordinariat des Bistums Regensburg tätig und wurde 1996 zum Ordinariatsrat ernannt. Zu seinen Aufgaben zählten dort unter anderem die Leitung der Referate Liturgie und Kirchenmusik, Ehe und Familie und Jugend- und Verbandsseelsorge. Zeitweise war er darüber hinaus Geistlicher Beirat des Diözesanrates und Bischöflicher Beauftragter des Diözesankomitees der Vereine und Verbände.
Im Jahr 2003 wurde er als Domkapitular in das Domkapitel des Bistums berufen. 
Papst Benedikt XVI. ernannte ihn am 6. Februar 2007 zum Titularbischof von Aptuca und zum Weihbischof in Regensburg. Die Bischofsweihe empfing er am 25. März 2007 durch Bischof Gerhard Ludwig Müller im Hohen Dom St. Peter zu Regensburg. Als Mitkonsekratoren wirkten Bischof Wilhelm Schraml aus Passau sowie der Bischof von Pilsen (Tschechien), František Radkovský.
In der Deutschen Bischofskonferenz ist Reinhard Pappenberger Mitglied in der Liturgiekommission, der Kommission Weltkirche und deren Unterkommission für Missionsfragen (insbes. MISSIO) sowie der Kommission für Ehe und Familie.